# Strasbourg (navire de ligne)
Pour les autres navires du même nom, voir Strasbourg (navire).
Comme son aîné de la classe Dunkerque, le Dunkerque, le Strasbourg était un navire de ligne dont le déplacement "Washington" 26 500 tonnes et le calibre de l'artillerie principale de 330 mm étaient nettement inférieurs aux limites fixées par le traité de Washington de 1922 à 35 000 tonnes et 406 mm. Sa vitesse maximale de plus de 29,5 nœuds, était en revanche très supérieure à celle des cuirassés les plus puissants construits après 1920. Commandé en 1934, lancé en 1936, entré en service en 1939, il avait été conçu pour surclasser les « cuirassés de poche » allemands de la classe Deutschland, au moment où les négociations préparatoires au second traité naval de Londres semblaient devoir conduire à une limitation du déplacement des cuirassés et de leur artillerie principale nettement plus draconiennes que celles fixées par le traité de Washington de 1922. Avec la reprise de la course aux armements navals, en 1936-1937, ce fut le dernier navire de ligne de la Marine française de moins de 35 000 tonnes. Il fut suivi des cuirassés Richelieu (1940) et Jean Bart (mis à flot en mars 1940, mais entré en service en 1955 seulement).
À l'automne 1939, il n'eut pas l'occasion d'intercepter les « cuirassés de poche » allemands, alors qu'il avait été conçu pour les affronter. À Mers el-Kebir, le 3 juillet 1940, il échappa à des cuirassés britanniques auxquels on n'avait jamais pensé qu'il devrait se confronter. Lorsque les Allemands, après l'occupation de la zone libre, qui suivit les débarquements alliés en Afrique du Nord, tentèrent de saisir les navires français restés sous le contrôle des autorités de Vichy, il fut sabordé à Toulon, le 27 novembre 1942. Il finit bombardé, et son épave coulée par des bombardements alliés, en août 1944.

## Arrière-plan

### Les effets du Traité de Washington de 1922
Le traité de Washington, signé en 1922, sur la limitation des armements navals, imposait aux cinq principales puissances navales (États-Unis, Grande-Bretagne, Japon, France et Italie) un tonnage maximum pour leurs flottes de bâtiments de ligne (cuirassés et croiseurs de bataille) ainsi que pour leurs croiseurs et leurs porte-avions. La France y était mise, en ce qui concerne les cuirassés, au même rang que l’Italie, avec un tonnage global de 175 000 tonnes, alors qu’avait été demandé un tonnage de 250 000 tonnes tandis que les États-Unis et le Royaume-Uni se voyaient assignés un tonnage de 525 000 tonnes et le Japon 315 000 tonnes,.
Ceci signifiait, pour la France, que la construction de quatre cuirassés de la classe Normandie, dont les coques avaient été construites et lancées en 1914-1916, ne pourrait être terminée : les coques furent mises à la ferraille, les canons de 340 mm réutilisés sur les cuirassés de la classe Bretagne, et la cinquième unité de la classe Normandie, le Béarn, lancée en 1920, sera transformée en porte-avions.
De plus, étaient définies des limites :
- pour les bâtiments de ligne (cuirassés et croiseurs de bataille), 35 000 TW pour le déplacement et 406 mm pour l'artillerie principale ;
- pour les croiseurs, 10 000 TW pour le déplacement et 203 mm pour l'artillerie principale.

Dans cette limite de tonnage, dite « tonnage standard », ou « tonnage Washington », n’entraient pas en ligne de compte le carburant et l’eau des chaudières, clause inscrite à la demande du Royaume-Uni, au motif que les puissances ayant des responsabilités mondiales, c’est-à-dire coloniales, ne devaient pas voir le déplacement de leurs navires être obéré de façon exagérée par les contraintes liées à leur rayon d’action. Ceci, au demeurant, arrangeait aussi les États-Unis et le Japon dont les flottes étaient appelées à opérer dans les vastes espaces du Pacifique.
Pour les bâtiments de ligne, en plus du tonnage global assigné à chaque nation signataire, le traité de Washington fixait une limite globale de tonnage pour les constructions nouvelles. La France était ainsi limitée, toujours comme l’Italie, à 70 000 tonnes de constructions neuves, à partir de 1927, en remplacement des cuirassés les plus anciens des classes Courbet pour la Marine nationale ou Conte di Cavour pour la Regia Marina.
Les autorités françaises, mécontentes de ce que la France soit placée au même rang que l'Italie, ce qui la reléguait au rang de puissance méditerranéenne, et ne tenait pas assez compte, selon elles, de son empire colonial, n'ont cependant pas réellement préparé un programme naval intégrant la constitution d'une flotte de navires de ligne modernes.
C'est ainsi qu'entre 1922 et 1924, sur des plans antérieurs aux contraintes du traité de Washington, furent mis en construction les trois unités de la classe Duguay-Trouin, croiseurs légers dits « de 8 000 tonnes », armés de quatre tourelles doubles de 155 mm, très peu blindés mais avec un compartimentage serré, dont l'excellente vitesse de 34 nœuds, constituait la seule protection.
Dans la suite des années 1920, la Marine nationale mit l’accent sur les sous-marins. Il y eut ainsi trente et un sous-marins océaniques, dits de 1 500 tonnes, qui furent construits en une grande série, la classe Redoutable, vingt six sous-marins de défense côtière, dits de 600 tonnes, construits en six classes successives, six sous-marins mouilleurs de mines, la classe Saphir, et le croiseur sous-marin Surcouf, armé d'une tourelle double de 203 mm, et embarquant un hydravion d’observation.
L’accent fut mis également, de 1924 à 1932, sur les contre-torpilleurs, les classes Chacal, Guépard, et Aigle plus puissants que leurs similaires étrangers, notamment italiens. Pour les croiseurs enfin, sept furent construits, en utilisant les possibilités laissées par le Traité de Washington, déplacement de 10 000 tonnes, armés de quatre tourelles doubles de 203 mm, peu blindés et très rapides, pour les premiers construits, mieux protégés, et un peu moins rapides pour les suivants, sans compter deux croiseurs spécialisés (un croiseur-école et un mouilleur de mines).
L’objectif des autorités françaises était de faire face à la menace italienne en Méditerranée, et subsidiairement allemande en Atlantique. Or les croiseurs de 10 000 tonnes faisaient jeu égal avec leurs contemporains italiens et surclassaient les croiseurs légers récents allemands de la classe Königsberg.
Pour les cuirassés, on se contenta de moderniser les unités existantes dont les plus récentes avaient été mises en service pendant la guerre de 1914-1918, en se rassurant de ce que les Italiens faisaient de même. Dans ce domaine, la préoccupation de l'Amirauté, sous l’autorité des vice-amiraux Salaün et Violette, comme chefs d’état-major général de la Marine, n'était pas de rivaliser avec les mastodontes anglais, américains et japonais, armés de huit ou neuf pièces de 406 mm, mais d'examiner si l'on pouvait construire quatre navires de 17 500 tonnes, sinon trois de 23 333 tonnes, de façon à utiliser les 70 000 tonnes de constructions neuves autorisées, en essayant de gagner du poids en utilisant des tourelles quadruples, comme on y avait pensé avec la classe Normandie. Mais, même en se limitant à un calibre de 305 mm, avec une vitesse de 34 à 35 nœuds, jugée nécessaire pour rattraper un croiseur, on ne parvenait pas à avoir un blindage convenable qui eût permis de faire figurer ces navires dans une ligne de bataille contre les vieux cuirassés italiens.

### La riposte au «cuirassé de poche» allemand
Autour de 1930, les choses vont évoluer. L’Allemagne se trouvait en effet soumise, non pas aux stipulations du traité de Washington, mais à celles du traité de Versailles, qui limitaient le tonnage de ses cuirassés à 10 000 tonnes et celui de ses croiseurs à 6 000 tonnes. Elle n’avait jusqu’à ce moment construit que des croiseurs de 6 000 tonnes environ, armés de trois tourelles triples de 150 mm, filant 30 à 32 nœuds. Or, en 1929, la Reichsmarine mit sur cale, en grande pompe, en présence du Président Hindenburg, un navire au nom symbolique, Deutschland, armé de deux tourelles triples de 280 mm, doté de moteurs diesel lui permettant de marcher à 26 nœuds. En utilisant des techniques de construction nouvelles (la soudure au lieu du rivetage notamment), il affichait 10 000 tonnes de déplacement. Défini comme Panzerschiffe, c'est-à-dire « navire blindé », c’était en fait un croiseur-cuirassé, plus puissant que tous les croiseurs respectant le Traité de Washington, et plus rapide que tous les cuirassés construits depuis 1920, il n’était surpassé en vitesse et en armement que par le cuirassé rapide HMS Hood, les deux croiseurs de bataille de la classe Renown, et pour mémoire, les croiseurs de bataille japonais de la classe Kongō qu’il avait peu de chances d’avoir à affronter. Il fut qualifié par la presse de « cuirassé de poche », et apparut comme un corsaire de surface potentiel tout à fait redoutable.
Il apparut assez vite à l’Amirauté française, où venait d’accéder au poste de Chef d’état-major général, le vice-amiral Durand-Viel, qui avait été, quinze ans plus tôt l’auteur d’un projet de croiseur de bataille français, que pour surclasser un tel « cuirassé de poche », il fallait un navire filant 29 à 30 nœuds, doté d’un blindage permettant de résister aux obus de 280 mm aux distances de combat habituelles, armé d’un artillerie supérieure aux canons de 280 mm, ce qu’on pouvait obtenir avec deux tourelles quadruples de 330 mm, et au total nécessitant un déplacement d’au moins 26 000 tonnes.
Ce choix n’alla pas sans difficultés, car on aurait pu aller jusqu’à concevoir un cuirassé de 35 000 tonnes, ce que le Traité de Washington permettait, mais des discussions étaient alors en cours pour le renouvellement de ce traité : le 1er mars 1931, une « base d’accord » avait été signée, pour permettre la construction de deux cuirassés de 23 333 tonnes, avant le 31 décembre 1936, mais la finalisation de l’arrangement définitif n'a pu avoir lieu avec l’Italie dont le projet de l'époque d'un cuirassé de 23 000 tonnes, armé de six canons de 381 mm, en trois tourelles doubles, et marchant à 29 nœuds ne satisfaisait pas pleinement la Regia Marina. Néanmoins, la question de l’abaissement de la limite du tonnage des cuirassés était à l’ordre du jour, et il n’y avait à l’époque aucun cuirassé rapide ayant ce déplacement. Par ailleurs, la construction navale française était handicapée par la taille de ses formes de construction, celle du bassin du Salou à l’Arsenal de Brest n’avait que 200 mètres, alors que la longueur prévisible du cuirassé de 26 000 tonnes était déjà de 215 mètres. La construction, en cours, du grand transatlantique SS Normandie avait nécessité la construction d’une cale nouvelle par les Ateliers et Chantiers de l’Atlantique de Penhoët. Enfin, les parlementaires comprenaient mal qu’il fallût avoir un tonnage plus que double pour surclasser les « cuirassés de poche » allemands de 10 000 tonnes. Le ministre François Piétri fera cependant voter, en mars 1932, les crédits pour la construction d’une première unité.
Lorsque commence la construction du Dunkerque, deux autres unités de la classe Deutschland ont déjà été mises en construction, l’Admiral Scheer, en juin 1931, et l’Admiral Graf Spee, en octobre 1932. Aussi l’Amirauté a souhaité qu’une seconde unité de la classe Dunkerque soit inscrite à la « tranche 1934 du statut naval ». Mais la Kriegsmarine passe commande en février 1934 de deux bâtiments plus puissants. Inspirés du projet de croiseurs de bataille de la classe Ersatz Yorck de 1915, ils sont plus lourds et mieux protégés que le Dunkerque. Reste en débat le calibre de l’artillerie principale. Un calibre supérieur à 280 mm est souhaité par la Kriegsmarine, avec l'assentiment d'Adolf Hitler, pour faire pièce aux canons de 330 mm du Dunkerque. Mais l’Allemagne était en train de négocier dans la plus grande discrétion, un Traité naval germano-britannique, et le Royaume-Uni souhaite une limitation du calibre de l’artillerie principale des navires de ligne. Aussi le choix fut fait, à regret, de doter le Scharnhorst et le Gneisenau d’une version améliorée du canon de 280 mm. Comme, du côté français, on estimait que les navires de la classe Dunkerque pouvaient résister à ce calibre, il n’y avait pas encore lieu de prévoir un cuirassé plus puissant.
Mais c’est alors en Italie que les choses vont bouger, car on affectait d'y considérer que la construction d’un cuirassé rapide par la France rompait l’équilibre des forces navales en Méditerranée. Le 26 mai 1934, le Duce Benito Mussolini annonça au Parlement italien la construction de cuirassés, aux caractéristiques maximales autorisées à l'Italie par les traités de limitations navales. Deux unités de 35 000 tonnes, armées de canons de 381 mm, seront les premières de cette taille mises en chantier depuis le traité de Washington. Le temps était donc arrivé où la construction de cuirassés similaires devait être entreprise par la France. Mais le temps pressait, la définition d'un nouveau type de navire allait prendre du temps, le choix de nouveaux matériels, la passation de marchés différents, également, alors que les crédits pour la construction d'une seconde unité du type Dunkerque étaient inscrits à la « tranche 1934 du Statut naval ». Le Conseil supérieur de la Marine, le 25 juin 1934, recommanda à l'unanimité de ne pas modifier la tranche 1934, et de lancer la construction d'une seconde unité du type Dunkerque, en en améliorant la protection. Le 16 juillet 1934, la mise en chantier du Strasbourg est signée. Ce sera le dernier navire de ligne français d'un déplacement inférieur à 35 000 tonnes.

## Caractéristiques
Le Strasbourg était très similaire au Dunkerque. Leur silhouette ne différait que par une passerelle à deux étages située à la base de la tour du Strasbourg, alors que le Dunkerque n'en avait qu'un seul. Un télépointeur était installé sur le toit du blockhaus du Dunkerque, mais il était placé plus haut sur la tour du Strasbourg, et le nombre et la disposition des projecteurs était différente. Le Strasbourg était aussi plus lourd que le Dunkerque de 800 tonnes, en raison principalement de son blindage amélioré. Les lignes d'eau étaient les mêmes, avec une longueur de 215 m, et un maître-bau de 31 m. Le tirant d'eau de 8,65 m, pour le déplacement « normal » de 31 570 tonnes, était supérieur de 15 cm à celui du Dunkerque.

### Armement

#### Artillerie principale
Sa caractéristique principale était donc une artillerie principale de deux tourelles quadruples à l'avant, une disposition qui restera spécifique aux quatre derniers navires de ligne mis en service par la Marine nationale.
Avant le début de la Première Guerre mondiale, alors que les super-dreadnoughts de la classe Bretagne étaient en construction, avec cinq tourelles doubles de 340 mm, Charles Doyère, chef du service des constructions navales depuis 1911, avait conçu pour la classe Normandie du programme de 1912, d'avoir recours à des tourelles quadruples de 340 mm. Cette solution était une première mondiale, la norme des constructeurs britanniques étant la tourelle double, reprise en Allemagne, en France et au Japon, la tourelle triple étant une innovation italienne sur le cuirassé Dante Alighieri, copiée par la Russie et l'Autriche-Hongrie, que les États-Unis adopteront avec la classe Nevada.
Dès lors que la taille des cuirassés français se trouvait à l'époque limitée par la taille des cales de construction disponibles, le recours à trois tourelles quadruples (une à l'avant, et deux à l'arrière), permettait d'avoir deux pièces de plus que sur la classe Bretagne, pour un poids inférieur, ce qui permettait d'améliorer le blindage, avec une épaisseur de 340 mm sur l'avant des trois tourelles, alors que les tourelles superposées avant et arrière de la classe Bretagne n'avaient qu'une épaisseur de 250 mm. Mis sur cale dès 1913, lancés en 1914, ces cuirassés ne seront jamais achevés, sauf le Béarn transformé en porte-avions dans les années 1920.
Une disposition de l'artillerie principale avec trois tourelles triples, toutes à l'avant, avait été adoptée par la Royal Navy pour les cuirassés de la classe Nelson, construits en respectant les limites posées par le traité de Washington de 1922. Mais la troisième tourelle, placée devant la tour de la superstructure, avait un champ de tir sur l'avant réduit par les deux autres tourelles, car il était apparu trop coûteux, en poids de blindage de la barbette, de la mettre en position de superposition de la deuxième tourelle déjà superposée à la première. La solution de deux tourelles quadruples permettait d'avoir un champ de tir totalement dégagé sur l'avant, tout en présentant une cible particulièrement réduite en largeur, au cours de la phase où l'on se rapproche de l'adversaire. Au moment où le Dunkerque est mis en chantier, il est plus puissant que tous les navires, italiens ou allemands, plus rapides que lui. L'option d'une artillerie principale disposée entièrement en chasse, se justifie, et on peut faire l'impasse sur l'absence d'artillerie tirant en retraite, dès lors qu'il n'y a, dans les eaux européennes, que des navires anglais, donc alliés, qui soient plus puissants que lui et devant lesquels il serait nécessaire de se retirer. Cette disposition d'artillerie sera retenue également pour les deux premiers cuirassés de 35 000 tonnes, mais très vite des doutes apparaîtront sur son bien-fondé, puisque dès décembre 1937, alors que le Dunkerque est encore en essais, on envisage une disposition différente qui sera retenue pour le cuirassé Gascogne, en 1938. Dès le début de la guerre, la bataille du Rio de la Plata (13 décembre 1939) montrera que l’Admiral Graf Spee dont l'artillerie était la plus puissante aurait dû garder ses adversaires à distance, et donc que le navire le plus puissamment armé doit pouvoir combattre en retraite.
La solution de l'artillerie principale tout à l'avant permettait d'adopter une protection du type « tout ou rien », avec une citadelle blindée d'une longueur particulièrement réduite, d'où un gain de poids appréciable qui permettait d'augmenter l'épaisseur du blindage de la partie à protéger, au-delà de ce que l'on a déjà vu avec la classe Normandie du programme français de 1912. Le recours à deux tourelles quadruples comportait cependant des inconvénients. Le premier était un risque de voir mise hors de combat, d'un seul coup malheureux sur une tourelle, la moitié de l'artillerie principale. C'est pourquoi une cloison blindée de 25 à 40 mm d'épaisseur sépare en deux chaque tourelle pour permettre de localiser les effets d'un coup reçu. On en verra l'efficacité avec le premier obus de 381 mm qui frappa le Dunkerque à Mers-el-Kébir. On pouvait craindre, pire encore, qu'un seul obus ennemi détruise les deux tourelles, soit la totalité de l'artillerie principale. Pour pallier ce risque, les deux tourelles avant, sur le Strasbourg comme sur le Dunkerque, étaient situées à 27 m l'une de l'autre, alors qu'il y avait 19 m entre les tourelles A et B, et 23 m entre les tourelles B et C du HMS Nelson.
La barbette d'une tourelle est d'une dimension d'autant plus grande que le nombre des canons et leur calibre sont plus grands. Les cuirassés de la classe Nelson portaient des tourelles triples de 406 mm sur une coque ayant un maître-bau de 32 m. Avec un maître-bau de 31 m, on envisagea, sur le Dunkerque, des tourelles quadruples de 340 mm, comme on l'avait prévu sur les cuirassés de la classe Normandie dont la largeur maximale était de 27 m, avant de se résoudre à le doter de canons de calibre de 330 mm, canon nouveau qu'il fallait développer. Par ailleurs, pour réduire la taille de la barbette, les canons au lieu d'être montés sur un affût individuel, étaient montés sur un affût commun par paire, dans chaque demi-tourelle. On remarquera que ce ne sera pas le cas pour les tourelles quadruples de 356 mm (en) des cuirassés de la classe King George V dont le maître-bau sera, il est vrai, de 34,3 m. Mais, sur les navires français, les canons des demi-tourelles se trouvent alors si proches, à 1,69 m l'un de l'autre, qu'en cas de tir par salves, se produit entre les obus un effet de sillage qui entraîne une dispersion excessive. La solution de ce problème ne sera trouvée, sur le Richelieu qui souffre du même défaut, qu'en 1948.
Les tourelles quadruples de 330 mm construites par Saint-Chamond avaient un poids de 1 497 tonnes. L'élévation maximale des canons était de 35°, et, avec une vitesse initiale de 870 m/s, la portée à cette élévation était de 41 500 m, ce qui indique une trajectoire assez plate. La cadence de tir était d'un coup toutes les 40 secondes (1,5 coup par minute) voire toutes les 30 secondes (2 coups par minute). Les tourelles avaient été conçues pour que les canons pussent être chargés à toute élévation, pour soutenir la meilleure cadence de tir, mais les incidents de fonctionnement (bourrage des obus dans la culasse aux angles de pointage élevés) étaient fréquents et en fait les canons étaient rechargés à l'élévation de 15°. La vitesse de rotation des tourelles était de 5°/seconde, et la vitesse d'élévation des canons de 6°/s.
L'obus du canon de 330 mm/52 calibres modèle 1931 mesurait 1,65 m et pesait 570 kg, presque deux fois le poids de l'obus de 280 mm du Deutschland (300 kg) ou de l'obus de perforation du Scharnhorst (336 kg). Le poids des obus des cuirassés italiens était de 452 kg pour les canons de 305 mm,et de 525 kg pour les canons de 320 mm, après reconstruction. Les cuirassés britanniques qui bombardèrent les navires français à Mers-el Kébir tiraient des obus de 875 kg. Cet Obus de Perforation Modèle 1935 (OPf Mle 1935) existait en deux versions, l'OPf et l'OPfK, ce dernier comportant un dispositif explosif (dit « dispositif K ») pour colorer les gerbes et les parties touchées de l'adversaire, de façon à faciliter le réglage des tirs, en cas de concentration, sur la même cible, de plusieurs navires dont les canons provoquent des gerbes de taille identique. Le dispositif était installé dans la pointe de la coiffe de l'OPfK, qui pouvait être retirée pour changer le colorant (sans doute rouge pour le Dunkerque et vert pour le Strasbourg). La dotation en OPf Mle 1935 était de 456 pour la tourelle I et 440 pour la tourelle II. Il semblerait qu'un Obus Explosif en Acier Modèle 1935 ait été testé, mais aucune munition du type OEA Mle 1935 ne figure dans les inventaires du temps de guerre du Strasbourg.

#### Artillerie secondaire et anti-aérienne
L'artillerie secondaire principalement installée à l'arrière était aussi reprise de la classe Nelson. Mais là encore, la classe Dunkerque innovait, avec une artillerie, que l'on voulait à la fois anti-navire et anti-aérienne à longue portée. Le calibre de 130 mm avait été retenu, avec trois tourelles quadruples blindées, de mêmes caractéristiques que l'artillerie principale (en demi-tourelles dont les canons partageaient le même affût) et disposées à l'arrière (une axiale au-dessus du hangar d'aviation, et deux latérales), et avec deux tourelles doubles latérales, peu blindées, au milieu du bâtiment.
Le calibre de 130 mm qui a été retenu, fut, à l'expérience jugé trop faible dans l'utilisation anti-navire. On observera que ce calibre était celui des contre-torpilleurs de la classe Chacal et des torpilleurs des classes Bourrasque et Adroit, lancés de 1924 à 1929. Les bâtiments construits ultérieurement (classes Bison ou Le Fantasque), lancés de 1928 à 1934, porteront des canons de 138,6 mm, qui ont figuré comme artillerie secondaire anti-navires sur un projet de « croiseur protégé » de 23 690 tonnes datant de 1929. On remarquera que le calibre de 130 mm se situait exactement au milieu de la fourchette des calibres des artilleries secondaires à double usage des cuirassés construits à la fin des années 1930, par les marines américaine (5 pouces (127 mm)) et britannique (5,25 pouces (133,35 mm)).
Les canons de 130 mm en tir anti-navire expédiaient des Obus de Perforation (OPf Mle 1933) de 33,4 kg avec une portée maximale de 20 800 m, à une élévation de 45°, et une vitesse initiale de 800 m/s. Pour le tir anti-aérien, les canons avaient une élévation maximale de 75°, et tiraient des Obus Explosifs en Acier (OEA Mle 1934) de 29,5 kg, avec une vitesse initiale de 840 m/s. La dotation en obus de 130 mm étaient au total de 6 400 coups, soit 400 par pièce, à raison de 2 000 coups anti-navire et le reste anti-aériens et Obus Éclairants (OEcl Mle 1934 de 30 kg). La cadence maximale de tir était de 10 à 12 coups par minute. La vitesse de rotation des tourelles était de 12 °/s et la vitesse d'élévation des canons de 8 °/s.
Cette artillerie ne fut pas considérée comme performante, étant jugée fragile et compliquée, trop faible contre les navires, on l'a vu, et trop lourde et trop lente contre les buts aériens. Il est vrai que les canons américains de 127 mm/38 calibres, utilisés en tourelles doubles, comme artillerie secondaire sur les cuirassés des classes North Carolina et South Dakota, sur les porte-avions, notamment de la classe Essex, et nombre de croiseurs, avaient un débit plus élevé, de l'ordre de 15 coups par minute, voire plus (jusqu'à 22 coups par minute, pour de brèves séquences de tir). Mais ils disposaient surtout d'un système de direction de tir, Mk37 GFCS, très performant et constamment amélioré pendant toute la durée du conflit mondial. Du côté de la Royal Navy, les canons de 5,25 pouces (133,35 mm) utilisés d'abord sur les cuirassés de la classe King George V puis sur les croiseurs des classes Dido et suivantes, dont la cadence de tir était, à l'origine, équivalente à celle des canons de 130 mm français, n'ont été jugés performants qu'avec le système de télécommande RP10Mk2, et le système de contrôle de tir anti-aérien HACS, dans la version mise en œuvre sur le dernier cuirassé de la série, HMS Anson, et sur les croiseurs de la sous-classe Bellona. Or, le système de télécommande des tourelles de 130 mm des cuirassés français n'a jamais correctement fonctionné, alors que la télécommande des pièces anti-aériennes de 75 mm et de 90 mm donnaient satisfaction, et le radar français installé en 1941 sur le Richelieu, et en 1942 sur le Strasbourg, et le Jean-Bart, n'était qu'un radar de veille.
En attendant que puissent être livrées des affuts doubles de 37 mm anti-aériens, entièrement automatiques, ACAD Modèle 1935, dotés d'une cadence de tir supérieure à 150 coups par minute, il fallut se contenter de quatre affuts de même calibre, semi automatiques, CAD Modèle 1933, dont la cadence de tir réelle était de 15 à 20 coups par minute, bien inférieure aux Pom-Pom britannique, tirant 200 coups par minute ou au Bofors 40 mm/L60 tirant à 120 coups par minute. Ils furent disposés comme sur le Dunkerque, deux affuts de part et d'autre de la tourelle II de 330 mm, et deux entre la cheminée et la tour arrière. À la place du cinquième affut installé en 1938 sur le Dunkerque, juste derrière la tourelle VII (arrière axiale de 130 mm), on installa un neuvième affût quadruple de mitrailleuses de 13,2 mm.

#### Les installations de direction de tir et la veille optique
La conception de la classe Dunkerque s'inspirait encore des cuirassés britanniques de la classe Nelson avec une superstructure comportant une tour massive sur l'avant de l'unique cheminée, avec pour la première fois un ascenseur intérieur, surmonté de trois télépointeurs, montés sur le même axe, ce qui représentait un poids important (85 tonnes) dans les hauts. Derrière la cheminée, une seconde tour accueillait deux postes de télépointage montés sur le même axe, comme pour la tour avant.
Sur la tour avant, de bas en haut, on trouvait un télépointeur pour l'artillerie principale (télépointeur A) pesant 45 tonnes, avec un télémètre stéreoscopique triplex OPL (Optique de Précision de Levallois-Perret) de 12 m, qui a été remplacé par un télémètre OPL de 14 mètres en 1940, pour l'artillerie secondaire de 130 mm, deux télépointeurs (télépointeurs 1 et 2), l'un de 25 tonnes pour l'usage anti-navires avec un télémètre stéreoscopique duplex OPL de 6 m, l'autre de 20 tonnes pour l'usage anti-aérien, avec un télémètre stéreoscopique duplex OPL de 5 m. Derrière la cheminée unique, la seconde tour était constituée de deux télépointeurs équipés de télémètres stéreoscopiques duplex OPL, de 8 m pour l'artillerie principale (télépointeur B), et de 6 m pour l'artillerie de 130 mm (télépointeur 3). Tous les télépointeurs étaient étanches aux gaz et dotés d'un blindage pare-éclats.
Un télépointeur avec un télémètre OPL de 5 m, à usage tactique pour la majorité, était installé sur le Strasbourg au dernier étage de la tour avant (il était placé à bord du Dunkerque, sur le toit du blockhaus), et deux télépointeurs avec un télémètre stéreoscopique SOM (Société d'Optique et de Mécanique de haute précision) étaient installés sur les côtés de la tour avant, pour le tir de nuit.
Un télémètre stéreoscopique duplex OPL de 12 m était installé dans chaque tourelle d'artillerie principale et un télémètre stéreoscopique OPL de 6 m dans chaque tourelle quadruple de 130 mm.
La veille optique était assurée, dans la tour avant, par trois postes de veille de chaque bord, pour les navires de surface, à hauteur de la passerelle de navigation, par cinq postes de veille de chaque bord pour les avions sur la plate-forme de veille moyenne (étage 3), et cinq postes de veille de chaque bord pour les mines et les torpilles sur la plate-forme de veille haute (étage 8).
Le Strasbourg disposait de six projecteurs de 120 cm, quatre sur une plate-forme entre la cheminée et la tour arrière et deux sur l'avant de la tour principale, alors que le Dunkerque en avait un sept, dont deux de part et d'autre de la tour avant, sur la plate-forme 6, et un sur l'avant de la tour.

#### Les installations d'aviation
Des installations d'aviation (un hangar, une catapulte et une grue) étaient particulièrement complètes et bien conçues, et constituaient une avancée majeure par rapport aux installations des cuirassés plus anciens des années 1920, comme le cuirassé rapide HMS Hood qui avait été équipé en 1929 d'une catapulte à l'arrière, qui a été enlevée en 1932, car elle était fréquemment rincée dans les eaux tumultueuses de l'Atlantique Nord, en raison d'un manque de franc-bord à l'arrière.
Une catapulte unique de 22 m de long, orientable, à air comprimé, était installée dans l'axe du pont arrière, et pouvait projeter un aéronef de 3 500 kg à 103 km/h. Au retour, les hydravions se posaient à côté du cuirassé, et étaient hissés à bord par la grue qui pouvait soulever 4,5 tonnes. Trois hydravions, initialement des Gourdou-Leseurre GL-832 HY, puis des Loire 130, pouvaient être accueillis, deux avec les ailes repliées dans le hangar à deux étages, sur les plates-formes de l'ascenseur qui y était installé, un troisième sur la catapulte, voire un quatrième sur le toit du hangar. Le hangar abritait aussi des ateliers de réparation et de maintenance.
Les Loire 130 étaient des hydravions à coque monomoteurs (un Hispano-Suiza 12 cylindres de 720 ch). Pesant 3 500 kg en pleine charge, leur vitesse maximale était de 210 km/h, leur plafond de 6 500 m, leur endurance de 7 h 30 min à 150 km/h. Ils avaient un équipage de trois hommes, étaient armés de deux mitrailleuses de 7,5 mm, et pouvaient emporter deux bombes de 75 kg.

### Protection
La protection sur le Dunkerque absorbait un pourcentage de 35,9 % du déplacement, c'était le plus fort pourcentage de l'époque dans la marine française.
- La ceinture cuirassée s'étendait sur 126 m, soit environ 60 % de la longueur de la coque, laissant une longue plage avant non protégée. Elle avait une épaisseur de 225 mm ;
- la traverse avant avait une épaisseur de 210 mm ; la traverse arrière de 180 mm ;
- le pont blindé supérieur : 115⁄125 mm ; le pont blindé inférieur : 40 mm ;
- le blockhaus : 270 mm à l'avant, 220 mm à l'arrière, 210 mm sur le toit ;
- les tourelles principales : la barbette 310 mm, la face inclinée à 30° : 330 mm, à l'arrière : 345 mm à la tourelle 1, 335 mm à la tourelle 2, le plafond 150 mm ;
- les tourelles quadruples de 130 mm : la barbette 120 mm, la face 135 mm, l'arrière 80 mm, le plafond 90 mm ; les tourelles doubles de 130 mm : 20 mm[50].

Le Conseil supérieur de la Marine avait souhaité que la protection de la seconde unité de la série soit renforcée : elle le fut :
- l'épaisseur de la ceinture cuirassée du Strasbourg fut portée à 283 mm, la traverse avant à 260 mm, la traverse arrière à 210 mm ;
- pour les tourelles de330 mm, le blindage des barbettes est porté à 340 mm, celui des faces avant à 360 mm, celui de l'arrière des tourelles à 352 mm, pour la tourelle 1 et à 342 mm, pour la tourelle 2 et celui du plafond à 160 mm.

Ceci augmente le poids de la protection de 749 tonnes, et le pourcentage du déplacement consacré à la protection atteint 37,2 %.
Le principe retenu pour la protection sous-marine était un « sandwich » de cloisons blindées longitudinales, et de compartiments, certains remplis d'un composé à base de caoutchouc, l'« ébonite mousse », ou vides, ou servant de réservoirs de carburant, sur une largeur qui peut atteindre 7,5 m. Le compartiment extérieur à la ceinture blindée avait une profondeur maximale de 1,5 m et était rempli d'ébonite mousse. Il y avait ensuite une cloison de 16 mm d'épaisseur, puis un compartiment de 0,9 m de profondeur, puis un réservoir de combustible de 3,90 m de profondeur, puis une cloison de 10 mm d'épaisseur, puis un compartiment vide 0,70 m de profondeur, enfin une cloison de 30 mm anti-torpilles en acier spécial. À hauteur des soutes des tourelles de 330 mm, l'épaisseur de la cloison anti-torpilles est portée à 50 mm, et le compartiment entre la cloison pare-torpilles et le réservoir de carburant est rempli d'ébonite-mousse. La largeur maximale de la protection était de 7,50 m. Cette épaisseur de la protection sous-marine excède celle des cuirassés existants, sur lesquels elle ne dépasse pas 5 m.

### Propulsion

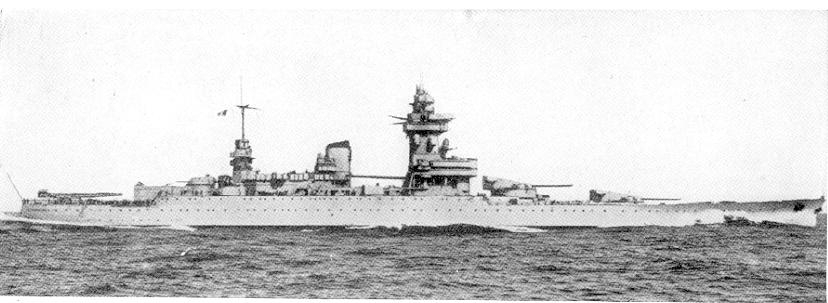
Le Strasbourg, lors de ses essais avec un capot de cheminée en sifflet. En 1938, il recevra un capot en volute. Sans projecteurs à l'arrière de la tour avant, et avec une passerelle à deux étages, il peut être aisément distingué du Dunkerque.

La propulsion était assurée par six chaudières, construites sous licence de l'Établissement des constructions navales d'Indret par les Ateliers et Chantiers de Penhoët, alimentant quatre groupes de turbines à engrenages Parsons entraînant quatre hélices quadripales d'un diamètre de 4,045 m. Les machines étaient disposées en cinq salles : d'avant en arrière, la salle des chaudières no 1, placée sous la tour avant, avec la rue de chauffe no 1 et deux chaudières, numérotées no 11 et no 12 de bâbord à tribord, puis la salle de turbines avant, dont les deux groupes de turbines, comportant deux turbines à haute pression, une turbine à moyenne pression et une turbine à basse pression, entraînaient les hélices extérieures, puis deux salles de chaudières placées sous la cheminée, avec les deux rues de chauffe correspondantes no 2 et no 3, avec, dans la salle centrale, les chaudières no 21 et no 22, dans la salle arrière les chaudières no 31 et no 32, enfin la salle des turbines arrière, qui entraînaient les hélices intérieures. Les turbo générateurs pour la production d'énergie électrique étaient installés dans les deux salles de turbines.
Cette disposition, regroupant les machines en deux ensembles comportant chacun chaudières et turbines, était une innovation de la classe Dunkerque, pour les cuirassés. Les projets français de cuirassés de 17 500 tonnes avaient déjà retenu cette disposition, mise en œuvre sur les premiers croiseurs français de 10 000 tW pour éviter que ces navires très peu protégés puissent se trouver privés de toute puissance motrice par un seul impact malheureux, qui aurait mis en avarie, soit les chaudières, soit les turbines.
La puissance normale développée est de 112 500 ch, pour une vitesse de 29,5 nœuds. Au cours des essais de juillet 1938, la vitesse de 30 nœuds est soutenue avec 105 000 ch, et la vitesse de 30,90 nœuds atteinte aux essais tous feux poussés, avec une puissance de l'ordre de 131 960 ch. La distance franchissable varie de 7 850 nautiques à 15 nœuds, à 2 450 nautiques à 28 nœuds.
Les essais à la mer du Dunkerque ont montré que la fumée de la cheminée était gênante pour les installations de télépointage de la tour. Le court capot de cheminée « en sifflet » du Dunkerque et du Strasbourg a donc été remplacé en 1938 par un capot de cheminée « en volute » plus important. L'expérience de la navigation pendant l'hiver 1939-1940 a aussi montré que ces bâtiments étalaient mal de l'avant par gros temps dans l'Atlantique Nord. L'un des amiraux ayant eu sa marque à bord les traitera de « coques de bassin des carènes ». Le même problème a été observé d'ailleurs sur les Scharnhorst et Gneisenau allemands, notamment au début de la campagne de Norvège en avril 1940, et bien que ceux-ci eussent été dotés, en 1938/39, d'une étrave dite « atlantique ».

## Carrière
Le 25 novembre 1934, la construction du Strasbourg commence à la cale no 1 des Ateliers et Chantiers de la Loire à Penhoët, sur laquelle a été construit le paquebot Normandie. Le Strasbourg est lancé le 12 décembre 1936. Il rallie Brest pour armement et essais en juin 1938. Il est admis en service actif fin avril 1939, et constitue avec le Dunkerque la 1re division de Ligne, qui ne sera dissoute qu'après la bataille de Mers el-Kébir. En mai 1939, avec le Dunkerque et la 4e division de croiseurs, il a effectué une croisière en Écosse à Liverpool, Glasgow, Scapa Flow et Rosyth.
Dès le 3 septembre 1939, il est incorporé dans la Force de Raid, basée à Brest, composée de bâtiments rapides, avec le Dunkerque, la 4e division de croiseurs, et de grands contre-torpilleurs, sous les ordres du vice-amiral Gensoul qui a sa marque sur le Dunkerque.
En coopération avec la Royal Navy, il fait partie de la Force Y, basée à Dakar, avec le porte-avions HMS Hermes, les croiseurs lourds français Dupleix et Algérie, qui porte la marque de l'amiral Duplat, pour essayer d'intercepter le cuirassé de poche allemand Admiral Graf Spee au large des îles du Cap-Vert, jusqu'à fin novembre 1939. Il laisse à Dakar 800 gargousses de poudre, qui seront utilisées en septembre 1940, pour pallier le très petit nombre de gargousses embarquées sur le Richelieu. On pensera un temps qu'elles ont été à l'origine des incidents de tir survenus alors, qui ont détruit plusieurs canons de 380 mm. Pour sa part, l’Admiral Graf Spee sera intercepté, le 13 décembre 1939, par des croiseurs anglais, au large du Rio de la Plata.
Réintégré dans la Force de Raid, le Strasbourg rallie la Méditerranée, fin avril 1940. C'est après l'armistice de juin 1940, alors qu'ils sont stationnés à Mers el-Kébir, en instance de démobilisation, que les navires de ligne français reçoivent un ultimatum britannique de rallier un port anglais, ou un port français aux Antilles (ex. : la Martinique) ou de se saborder, sinon ils devront être coulés (Opération Catapult). C'est la Force H, commandée par l'amiral Somerville qui est chargée de l'exécution.

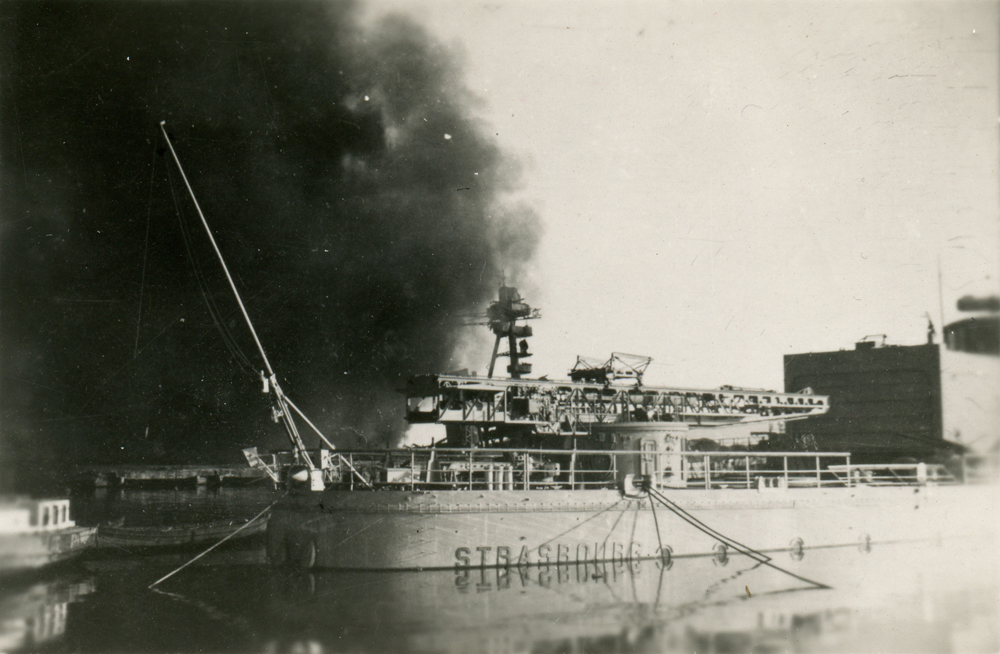
Sabordement du Strasbourg en novembre 1942 à Toulon.

La situation, le 3 juillet 1940 en fin d'après-midi, se caractérise par une double surprise, surprise stratégique parce que, jusqu'au dernier moment, les équipages français s'interrogent pour savoir si les cuirassés britanniques vont les canonner, hypothèse inconcevable pour la marine française, surprise tactique parce qu'ils sont amarrés « cul à quai », face à des navires en mer, libres d'évoluer. Habilement manœuvré par le capitaine de vaisseau Collinet, qui a soigneusement préparé le démaillage des chaînes pour filer ses ancres, le Strasbourg appareille dès que les premiers obus anglais s'abattent sur la jetée. Avec une escorte de cinq contre-torpilleurs, le sixième, le Mogador ayant son arrière pulvérisé par un obus de 381 mm, le Strasbourg échappe de peu aux obus et aux mines magnétiques mouillées par avion dans la passe, gagne le large et met cap au nord-est à 28 nœuds. Le HMS Hood entreprend de le poursuivre mais abandonne à la nuit tombée. Les avions torpilleurs Fairey Swordfish du porte-avions Ark Royal ne parviennent pas à gagner une position favorable pour l'attaquer. En remontant le long de la Sardaigne, le Strasbourg rallie Toulon, le lendemain soir. Il déplore la mort de cinq chauffeurs asphyxiés par le reflux de la fumée provoqué par des clapets d'évacuation bloqués par des éclats dans la cheminée. À Toulon, la 1re division de ligne ayant été dissoute, l'amiral de Laborde, le 25 septembre, hisse sa marque de commandant des Forces de Haute Mer (FHM) sur le Strasbourg, haute mer où il ne naviguera presque jamais, en raison des restrictions de mazout imposées par les commissions d'armistice germano-italiennes, hormis la couverture, en novembre 1940, du retour à Toulon du cuirassé Provence sérieusement endommagé à Mers el-Kébir. Le Strasbourg reçoit, début 1942, un équipement dit de détection électro-magnétique, première version française du radar.
Après les débarquements alliés en Afrique du Nord, au début novembre 1942, les Allemands ont occupé la zone libre, et le 27 novembre 1942, ils font irruption dans l'arsenal de Toulon, pour s'emparer des navires français sous le contrôle de Vichy. Le Strasbourg est alors sabordé, ainsi que près de 90 bâtiments. Il est ensuite renfloué par les Italiens mais, après l'armistice entre l'Italie et les Alliés, les Allemands le restituent aux autorités de Vichy. Il est finalement coulé par l'aviation américaine le 18 août 1944, trois jours après le débarquement en Provence.
Il est de nouveau renfloué en 1945 et sa coque servira de cible au large de la presqu'île de Giens pour des essais sur les explosions sous-marines. Il est envoyé à la casse en mai 1955.